# Conflenti
Conflenti là một đô thị thuộc tỉnh Catanzaro trong vùng Calabria của nước Ý. Đô thị này có diện tích 31 km2, dân số thời điểm cuối năm 2006 là 1677 người..
Đô thị này nằm ở chân núi Reventino.

## Cư dân địa phương nổi bật
- Antonio Porchia
- Vittorio Butera, nhà thơ